# Seymeria tamaulipana
Seymeria tamaulipana är en snyltrotsväxtart som beskrevs av Billie Lee Turner. Seymeria tamaulipana ingår i släktet Seymeria och familjen snyltrotsväxter. Inga underarter finns listade i Catalogue of Life.